# Mesalina simoni
Mesalina simoni là một loài thằn lằn trong họ Lacertidae. Loài này được Boettger mô tả khoa học đầu tiên năm 1881.